# Izebel

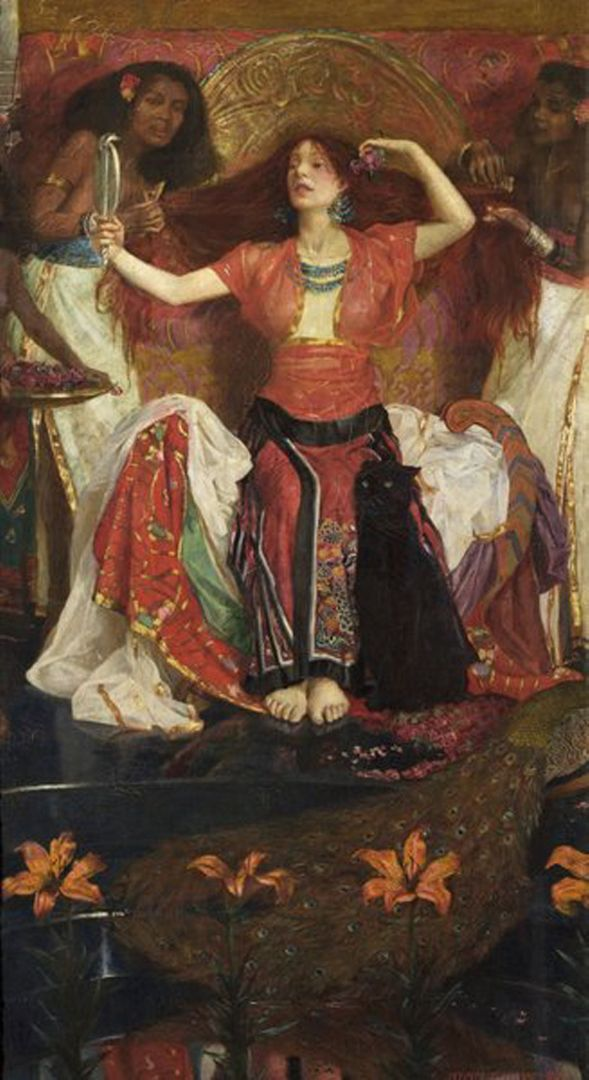
Byam Shaw (1872–1919) festménye

Izebel vagy Jézabel (héber: אִיזֶבֶל / אִיזָבֶל) (Kr. e. 9 század) A királyok első és második könyvéből ismert hercegnő, Etbaal türoszi (Fönícia) király lánya és Akháb, az Izraeli Királyság uralkodójának felesége. A Iosephus Flaviusnál és más klasszikus forrásokban fellelhető genealógiák szerint Dido karthágói királynő nagynénje volt.
Izebel a héber szöveg ábrázolásában úgy jelenik meg, mint az uralkodó mögött álló rossz szellem. Izebel megöleti Isten prófétáit, és Akháb Izebel hatására engedélyezi, hogy Baál istenség templomai működjenek Izraelben, ez a vallás így királyi támogatásban részesül. Akháb halála után Izebeltől született fiai, Akházjáhu és Jórám követik a trónon. Elizeus próféta egyik tanítványa Jehut kente királlyá, hogy megdöntse Akháb házának uralmát. Jehu ezután megölte Jórámot, amint el akart menekülni harci szekerén.
Jehu amikor a királyi várhoz ért, szembeszállt Izebellel Jiszreelben, és arra buzdította udvari tisztviselőit, hogy öljék meg Izebelt azáltal, hogy kidobják az ablakon át a magasból, ami meg is történt. Később Jehu eltemettette volna, de a prófécia szerint a testét kutyák falják majd föl: „Ez az Úr szava, amelyet a tisbei Illés által hallott: Jiszreel mezején a kutyák falják fel Izebel testét, és Izebel holtteste úgy terüljön el a földön, mint a szemét, ne mondhassa rá senki: ez Izebel!”  A szolgák csak a csontjait találták meg.